# St. Peter (Minnesota)
St. Peter é uma cidade localizada no estado americano de Minnesota, no Condado de Nicollet.

## Demografia

### Censo de 2010
De acordo com o censo de 2010, havia 11.196 pessoas, 3.491 famílias e 2.150 famílias residindo na cidade. A densidade populacional era de 2.002,9 habitantes por milha quadrada (773,3 / km2). Havia 3.697 unidades habitacionais com uma densidade média de 661,4 por milha quadrada (255,4 / km2). A composição racial da cidade era 90,1% branca, 3,3% afro-americana, 0,6% nativa americana, 1,6% asiática, 2,3% de outras raças e 2,0% de duas ou mais raças. Hispânicos ou latinos de qualquer raça eram 6,4% da população.
Havia 3.491 domicílios, dos quais 32,1% tinham filhos menores de 18 anos morando com eles, 46,2% eram casais que viviam juntos, 11,8% tinham uma mulher chefe sem marido presente, 3,6% tinham um homem chefe sem esposa presente, e 38,4% eram não familiares. 29,9% de todos os domicílios eram compostos por indivíduos e 12,3% tinham alguém morando sozinho com 65 anos ou mais de idade. O tamanho médio da casa era 2,44 e o tamanho médio da família era 2,99.
A mediana de idade na cidade era 27,5 anos. 19,4% dos residentes tinham menos de 18 anos; 27,1% tinham entre 18 e 24 anos; 22% tinham de 25 a 44 anos; 19,9% tinham de 45 a 64 anos; e 11,6% tinham 65 anos ou mais. A composição de gênero da cidade era 49,5% masculina e 50,5% feminina.

### Censo de 2000
Quando feito o censo do ano 2000, a cidade desfrutava de 1.947 habitantes. A distribuição racial da cidade foi dada como extremamente desigual, sendo formada por uma esmagadora maioria de 94.17% brancos, ao lado de apenas 1.57% negros e 0.43% nativo-americanos.
St. Peter tinha 2.978 moradias, dentre as quais 32% possuiam crianças abaixo de 18 anos. 48.7% eram formadas por pares casados.
Em relação a idade, a população era bem dividida, com 19,8% abaixo da idade de 18, 30,6% entre a idade de 18 e 24, 21,3% separados entre 25 a 44, 16,5% entre as idades de 45 a 64 e 11,8% que tinham 65 anoso u mais. A idade média na cidade era de 25 anos.

## Geografia
De acordo com o United States Census Bureau tem uma área de
14,4 km², dos quais 14,0 km² cobertos por terra e 0,4 km² cobertos por água.

## Localidades na vizinhança
O diagrama seguinte representa as localidades num raio de 20 km ao redor de St. Peter.